# 墨袋

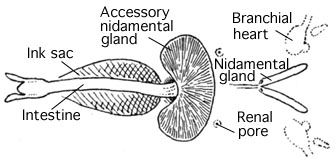
ヒレギレイカの腹側から見た解剖図。Ink sacが墨袋

墨袋（すみぶくろ）はタコやイカなどの頭足類の持つ墨の詰まった器官である。この袋は漏斗の基部に開口しており、そこから墨を噴き出して捕食者や獲物を混乱させ、その隙に捕らえたり逃走したりする。
深海に棲む種や夜行性の種以外は、ほとんどの頭足類が保有する。

## 成分
この墨の黒い成分は墨汁のような煤ではなくメラニンと粘液である。深海に棲む種には墨袋の退化したものや、墨袋に発光細菌を共生させ光る墨を吐くものがある。